# Berlin Innsbrucker Platz
Berlin Innsbrucker Platz – przystanek kolejowy na liniach S41, S42 i S46 S-Bahn w Berlinie oraz stacja końcowa metra berlińskiego na linii U4. Stacja została otwarta w 1910.